# 1962-es Copa Libertadores
Az 1962-es Copa Libertadores volt a legrangosabb dél-amerikai nemzetközi labdarúgókupa 3. kiírása. Az előző tornához képest eggyel bővült a csapatok száma. A kupa 1962. február 7-én vette kezdetét és augusztus 30-án ért véget.
A címvédő az uruguayi Peñarol volt. A tornát a brazil Santos csapata nyerte meg.

## Résztvevők
| Ország    | Csapat                          | Kvalifikáció módja                    |
| --------- | ------------------------------- | ------------------------------------- |
| CONMEBOL  | Peñarol (3. torna)              | Az 1961-es Copa Libertadores győztese |
| Argentína | Racing Club (1. torna)          | 1961-es argentin bajnok               |
| Bolívia   | Municipal de La Paz (1. torna)  | 1961-es bolíviai bajnok               |
| Brazília  | Santos (1. torna)               | 1961-es brazil bajnok                 |
| Chile     | Universidad Católica (1. torna) | 1961-es chilei bajnok                 |
| Kolumbia  | Millonarios (2. torna)          | 1961-es kolumbiai bajnok              |
| Ecuador   | Emelec (1. torna)               | 1961-es ecuadori bajnok               |
| Paraguay  | Cerro Porteño (1. torna)        | 1961-es paraguayi bajnok              |
| Peru      | Sporting Cristal (1. torna)     | 1961-es perui bajnok                  |
| Uruguay   | Nacional (1. torna)             | 1961-es uruguayi bajnok               |

## Első kör

### 1. csoport
| Hely. | Csapat              | M | Gy | D | V | G+ | G– | Gk  | P | Továbbjutás vagy kiesés |
| ----- | ------------------- | - | -- | - | - | -- | -- | --- | - | ----------------------- |
| 1.    | Santos              | 4 | 3  | 1 | 0 | 20 | 6  | +14 | 7 | Továbbjutott            |
| 2.    | Cerro Porteño       | 4 | 1  | 1 | 2 | 6  | 14 | −8  | 3 |                         |
| 3.    | Municipal de La Paz | 4 | 1  | 0 | 3 | 8  | 14 | −6  | 2 |                         |

| 1962. február 11. | Municipal de La Paz     | 2–1 | Cerro Porteño | La Paz                                              |  |
|                   | Aguilera 4' Camacho 84' |     | Saguier 18'   | Nézőszám: ~20 000 Játékvezető: Alberto Tejada Burga |  |

| 1962. február 15. | Cerro Porteño                     | 3–2 | Municipal de La Paz     | Asunción                                      |  |
|                   | Insfrán 42' Pavón 61' Jiménez 84' |     | Torres 73' Aguilera 83' | Nézőszám: ~13 000 Játékvezető: Esteban Marino |  |

| 1962. február 18. | Municipal de La Paz              | 3–4 | Santos                                    | La Paz                                                                              |  |
|                   | Aguilera 16' Torres 59' Díaz 62' |     | Lima 42' Mengálvio 57' Pagão 78' Tite 80' | Stadion: Estadio Hernando Siles Nézőszám: ~38 000 Játékvezető: Olten Ayres de Abreu |  |

| 1962. február 21. | Santos                                             | 6–1 | Municipal de La Paz | Santos                                                                               |  |
|                   | Pepe 12' Pagão 16' 46' Dorval 24' 76' Coutinho 56' |     | Aguilera 52'        | Stadion: Estádio Urbano Caldeira Nézőszám: ~35 000 Játékvezető: Alberto Tejada Burga |  |

| 1962. február 25. | Cerro Porteño | 1–1 | Santos     | Asunción                                           |  |
|                   | Cabrera 82'   |     | Dorval 56' | Nézőszám: ~15 000 Játékvezető: Luis Antonio Ventre |  |

| 1962. február 28. | Santos                                                                       | 9–1 | Cerro Porteño | Santos                                                                              |  |
|                   | Pepe 7' 86' (11-esből) Coutinho 35' 54' 60' Pelé 66' 89' Dorval 69' Zito 80' |     | Insfrán 20'   | Stadion: Estádio Urbano Caldeira Nézőszám: ~45 000 Játékvezető: José Luis Praddaude |  |

### 2. csoport
| Hely. | Csapat           | M | Gy | D | V | G+ | G– | Gk | P | Továbbjutás vagy kiesés |
| ----- | ---------------- | - | -- | - | - | -- | -- | -- | - | ----------------------- |
| 1.    | Nacional         | 4 | 3  | 1 | 0 | 9  | 6  | +3 | 7 | Továbbjutott            |
| 2.    | Racing Club      | 4 | 1  | 1 | 2 | 7  | 8  | −1 | 3 |                         |
| 3.    | Sporting Cristal | 4 | 1  | 0 | 3 | 5  | 7  | −2 | 2 |                         |

| 1962. február 10. | Nacional                                        | 3–2 | Sporting Cristal | Montevideo                                                                 |  |
|                   | Méndez 28' (11-esből) Bergara 40' Rodríguez 49' |     | Gallardo 52' 81' | Stadion: Estadio Centenario Nézőszám: ~32 000 Játékvezető: Domingo Massaro |  |

| 1962. február 14. | Racing Club  | 2–1 | Sporting Cristal | Avellaneda                                                                                       |  |
|                   | Sosa 16' 46' |     | Del Castillo 32' | Stadion: Estadio Presidente Juan Domingo Perón Nézőszám: ~18 000 Játékvezető: José Dimas Larrosa |  |

| 1962. február 17. | Sporting Cristal | 0–1 | Nacional    | Lima                                         |  |
|                   |                  |     | Douksas 69' | Nézőszám: ~12 000 Játékvezető: Carlos Robles |  |

| 1962. február 20. | Sporting Cristal       | 2–1 | Racing Club | Lima                                         |  |
|                   | Reyes 23' Gallardo 32' |     | Griguol 75' | Nézőszám: ~15 000 Játékvezető: Carlos Robles |  |

| 1962. február 24. | Nacional                           | 3–2 | Racing Club          | Montevideo                                                               |  |
|                   | Bergara 6' Rodríguez 24' Pérez 82' |     | Oleniak 2' Belén 88' | Stadion: Estadio Centenario Nézőszám: ~40 000 Játékvezető: Carlos Robles |  |

| 1962. február 27. | Racing Club               | 2–2 | Nacional                | Avellaneda                                                                                  |  |
|                   | Marchetta 3' Cárdenas 72' |     | Bergara 41' Álvarez 84' | Stadion: Estadio Presidente Juan Domingo Perón Nézőszám: ~10 000 Játékvezető: Carlos Robles |  |

### 3. csoport
| Hely. | Csapat               | M | Gy | D | V | G+ | G– | Gk | P | Továbbjutás vagy kiesés |
| ----- | -------------------- | - | -- | - | - | -- | -- | -- | - | ----------------------- |
| 1.    | Universidad Católica | 4 | 2  | 1 | 1 | 10 | 9  | +1 | 5 | Továbbjutott            |
| 2.    | Emelec               | 4 | 2  | 0 | 2 | 12 | 10 | +2 | 4 |                         |
| 3.    | Millonarios          | 4 | 1  | 1 | 2 | 7  | 10 | −3 | 3 |                         |

| 1962. február 7. | Emelec                                                  | 4–2 | Millonarios   | Guayaquil                                                                                  |  |
|                  | Lecaro 49' (11-esből) Raymondi 50' Gando 70' Aquino 83' |     | Gamboa 9' 59' | Stadion: Estadio George Capwell Nézőszám: ~40 000 Játékvezető: Pablo Victor Vaga Albergati |  |

| 1962. február 10. | Universidad Católica                 | 3–0 | Emelec | Santiago                                                                             |  |
|                   | Trigilli 35' Tobar 71' Fouilloux 76' |     |        | Stadion: Estadio Nacional de Chile Nézőszám: 16 542 Játékvezető: José Luis Praddaude |  |

| 1962. február 14. | Universidad Católica                    | 4–1 | Millonarios  | Santiago                                                                               |  |
|                   | Fouilloux 5' 73' Trigilli 57' Tobar 78' |     | Campillo 45' | Stadion: Estadio Nacional de Chile Nézőszám: ~25 000 Játékvezető: Juan Carlos Armental |  |

| 1962. február 18. | Millonarios | 1–1 | Universidad Católica | Bogotá                                                                                         |  |
|                   | Klinger 26' |     | Ramírez 30'          | Stadion: Estadio Nemesio Camacho El Campín Nézőszám: ~25 000 Játékvezető: Juan Carlos Armental |  |

| 1962. február 21. | Emelec                                                         | 7–2 | Universidad Católica      | Guayaquil                                                                                  |  |
|                   | Lecaro 23' (11-esből) Raymondi 27' 38' 41' 43' 65' Bolaños 58' |     | Fouilloux 10' Ramírez 15' | Stadion: Estadio George Capwell Nézőszám: ~40 000 Játékvezető: Pablo Victor Vaga Albergati |  |

| 1962. február 28. | Millonarios                     | 3–1 | Emelec      | Bogotá                                                                                                |  |
|                   | Fifi 30' Benítez 59' Moscol 70' |     | Gallego 22' | Stadion: Estadio Nemesio Camacho El Campín Nézőszám: ~15 000 Játékvezető: Pablo Victor Vaga Albergati |  |

## Elődöntő

### A csoport
| Hely. | Csapat               | M | Gy | D | V | G+ | G– | Gk | P | Továbbjutás vagy kiesés |
| ----- | -------------------- | - | -- | - | - | -- | -- | -- | - | ----------------------- |
| 1.    | Santos               | 2 | 1  | 1 | 0 | 2  | 1  | +1 | 3 | Továbbjutott            |
| 2.    | Universidad Católica | 2 | 0  | 1 | 1 | 1  | 2  | −1 | 1 |                         |

| 1962. július 8. | Universidad Católica | 1–1 | Santos   | Santiago                                                                              |  |
|                 | Nawacki 75'          |     | Lima 59' | Stadion: Estadio Nacional de Chile Nézőszám: 27 236 Játékvezető: Alberto Tejada Burga |  |

| 1962. július 12. | Santos   | 1–0 | Universidad Católica | Santos                                                                               |  |
|                  | Zito 35' |     |                      | Stadion: Estádio Urbano Caldeira Nézőszám: ~15 000 Játékvezető: Alberto Tejada Burga |  |

### B csoport
| Hely. | Csapat   | M | Gy | D | V | G+ | G– | Gk | P | Továbbjutás vagy kiesés |
| ----- | -------- | - | -- | - | - | -- | -- | -- | - | ----------------------- |
| 1.    | Peñarol  | 2 | 1  | 0 | 1 | 4  | 3  | +1 | 2 | Továbbjutott            |
| 2.    | Nacional | 2 | 1  | 0 | 1 | 3  | 4  | −1 | 2 |                         |

| 1962. július 8. | Nacional                  | 2–1 | Peñarol               | Montevideo                                                              |  |
|                 | González 10' Escalada 55' |     | Moacir 32' (11-esből) | Stadion: Estadio Centenario Nézőszám: 46 235 Játékvezető: Rubén Cabrera |  |

| 1962. július 18. | Peñarol                     | 3–1 | Nacional    | Montevideo                                                                 |  |
|                  | Cabrera 20' Spencer 72' 78' |     | Douksas 68' | Stadion: Estadio Centenario Nézőszám: 50 381 Játékvezető: Carlos Nai Fonio |  |

| 1962. július 22. | Peñarol     | 1–1 | Nacional   | Montevideo                                                                     |  |
|                  | Spencer 69' |     | Acosta 61' | Stadion: Estadio Centenario Nézőszám: 58 058 Játékvezető: Alberto Tejada Burga |  |

A Peñarol csapata jutott tovább a jobb gólkülönbsége miatt.

## Döntő
| Hely. | Csapat  | M | Gy | D | V | G+ | G– | Gk | P | Továbbjutás vagy kiesés |
| ----- | ------- | - | -- | - | - | -- | -- | -- | - | ----------------------- |
| 1.    | Santos  | 2 | 1  | 0 | 1 | 4  | 4  | 0  | 2 | Győztes                 |
| 2.    | Peñarol | 2 | 1  | 0 | 1 | 4  | 4  | 0  | 2 |                         |

| 1962. július 28. | Peñarol     | 1–2 | Santos          | Montevideo                                                              |  |
|                  | Spencer 75' |     | Coutinho 5' 44' | Stadion: Estadio Centenario Nézőszám: 48 105 Játékvezető: Carlos Robles |  |

| 1962. augusztus 2. | Santos                   | 2–3 | Peñarol                   | Santos                                                                        |  |
|                    | Dorval 17' Mengálvio 35' |     | Spencer 14' 49' Sasía 51' | Stadion: Estádio Urbano Caldeira Nézőszám: ~18 000 Játékvezető: Carlos Robles |  |

| 1962. augusztus 30. | Santos                   | 3–0 | Peñarol | Buenos Aires                                                        |  |
|                     | Caetano 11' Pelé 48' 89' |     |         | Stadion: Estadio Monumental Nézőszám: ~60 000 Játékvezető: Leo Horn |  |

- A 2. mérkőzés első 51 percét tekintette a CONMEBOL hivatalosnak, a találkozó másik (39 perces) részét, amelyen Pagão, a Santos játékosa kiegyenlített, azt barátságos mérkőzésnek nyilvánította és mivel a két csapat között pontegyenlőség volt, így újrajátszásra volt szükség.

## Bajnok
| Copa Libertadores 1962-es bajnok |
| -------------------------------- |
| Santos 1. cím                    |

## Góllövőlista
| # | Játékos           | Klub                 | Gólok |
| - | ----------------- | -------------------- | ----- |
| 1 | Coutinho          | Santos               | 6     |
| 1 | Alberto Spencer   | Peñarol              | 6     |
| 1 | Enrique Raymondi  | Emelec               | 6     |
| 4 | Pelé              | Santos               | 4     |
| 4 | Alberto Fouilloux | Universidad Católica | 4     |
| 4 | Luis Aguilera     | Municipal de La Paz  | 4     |